# Ингичка
Ингичка (узб. Ingichka/Ингичка) — посёлок городского типа в Самаркандской области Узбекистана. Административно подчинён городу Каттакургану. Посёлок расположен в 25 км от железнодорожной станции Зирабулак (на линии Самарканд — Навои).
Статус посёлка городского типа с 1944 года.
Ингичка — важный центр добычи вольфрамовых руд.
В посёлке родился Герой Советского Союза Кудрат Суюнов.

## Население
| 1959 | 1970 | 1979 | 1989 |
| ---- | ---- | ---- | ---- |
| 5161 | 6722 | 9489 | 9676 |